# Vincent Gragnic
Vincent Gragnic, né le 23 juin 1983 à Quimperlé (Finistère, France), est un footballeur français qui évolue au poste de milieu de terrain au Foyer Laïque Inguiniel en District 1.
Il sera élu meilleur joueur de la saison 2023-2024 du FL Inguiniel  en récoltant 83% des voix.

## Biographie
Il commence le football à l'âge de 6 ans, au club de la Jeanne d'Arc d'Arzano avant de continuer sa formation au FC Lorient où il gravit les échelons jusqu'à la réserve lorientaise avant d'intégrer le groupe professionnel. Il joue son premier match le 15 août 2003 en rentrant en jeu en Ligue 2 contre l'AS Saint-Étienne. Il doit néanmoins attendre la fin de saison pour trouver du temps de jeu, il en profite pour signer son premier contrat professionnel d'un an en mai 2004. Il commence la saison 2004-2005 en titulaire, avant de peu à peu perdre sa place. Son contrat n'est pas renouvelé et il se met à la recherche d'un nouveau club.
Il rebondit à l'Entente Sannois Saint-Gratien en Championnat de France de football National. Auteur d'une bonne saison, il ne reste qu'un an en troisième division et retrouve la Ligue 2 avec Libourne qui vient d'être promu. Vincent réalise une bonne saison et est repéré par l'Olympique de Marseille qui l'achète pour 400 000 euros. Il y joue la seule rencontre de Ligue des champions de sa carrière, en septembre 2007 face au Beşiktaş JK au stade Vélodrome (victoire 2-0), en remplaçant Mamadou Niang à la 86e minute du match.
Après quelques matchs pour l'OM, il est prêté à l'ES Troyes AC pour obtenir du temps de jeu. Lors de l'intersaison, Marseille ne souhaite pas le conserver et il est vendu au Stade de Reims pour son prix d'achat initial. Il réalise une saison pleine dans la Marne mais est de nouvelle fois relégué avec son club. Malgré les sollicitations de clubs de première et deuxième divisions, il reste à Reims en National la saison suivante, l'indemnité demandée par le club marnais étant trop élevée par rapport aux offres Placé en meneur de jeu, il participe grandement à la montée en Ligue 2, mais sa fin de saison est ternie par une grave blessure : contre le Paris FC, il se blesse aux ligaments du genou et une indisponibilité de six mois est diagnostiquée.
La saison suivante est plus difficile pour lui. Il tarde à revenir de sa blessure, ne faisant son retour qu'en novembre, et il joue globalement peu, ne disputant que 15 matchs sur l'ensemble de la saison. Malgré ce faible temps de jeu, il réussira néanmoins à délivrer six passes décisives en championnat.
La proposition de prolongation rémoise n'étant pas conforme à ses attentes, il décide de signer au CS Sedan Ardennes. Pour son premier match avec le CSSA, il inscrit son premier but avec les Sangliers lors de la victoire face à AS Monaco en Coupe de la Ligue. Il inscrit un but en 21 matchs toutes compétitions confondues durant sa première saison avec le club sedanais.
Le 2 août 2012, Gragnic signe un contrat de deux ans en faveur du Nîmes Olympique. Sous ses nouvelles couleurs, Gragnic se découvre des talents de buteur dans une position plus haute sur le terrain, derrière l'attaquant. Il contribue à l'excellente première année de son club fraîchement promu en inscrivant 17 buts en 33 matches. La saison suivante est plus délicate pour lui et son club qui validera son maintien tard dans la saison malgré ses 9 buts inscrits en 29 matches de championnat. Son contrat ne sera pas renouvelé à la fin de la saison.
Le 13 juin 2014, Vincent Gragnic s'engage gratuitement avec l'AJ Auxerre pour une durée de deux ans. Pour son premier match de championnat à l'Abbé Deschamps face au Havre AC, il contribue à la victoire de son équipe en doublant la mise sur pénalty (victoire 2-0). Une semaine plus tard face à Clermont, il inscrit son second but sous ses nouvelles couleurs d'un magnifique plat du pied. Quelques minutes plus tard, il est contraint de sortir à la suite d'une douleur à la cuisse, ce qui lui vaudra de rater plus de deux mois de compétition. Le 7 novembre 2014, il inscrit un doublé face au Tours FC et contribue ainsi à la victoire de son équipe 3-2.
En avril 2016, il fait partie d'une liste de 58 joueurs sélectionnables en équipe de Bretagne, dévoilée par Raymond Domenech qui en est le nouveau sélectionneur.
En juillet 2016, Vincent Gragnic signe un contrat d'un an au Racing Club de Strasbourg Alsace après un essai concluant lors des deux premiers matches de préparation du club.
Sans club depuis la fin de son contrat avec le RC Strasbourg, Vincent Gragnic a retrouvé sa Bretagne natale à l'été 2017. Malgré plusieurs propositions en National et à l'étranger, il s'est engagé avec l'US Montagnarde en National 3 en janvier 2018. 
Au cours de la saison 2021/2022, il rejoint le club morbihannais du Foyer Laïque Inguiniel évoluant au premier échelon du football départemental. 

## Statistiques
| Saison                | Club                     | Championnat           | Championnat | Championnat | Coupe nationale | Coupe nationale | Coupe de la Ligue | Coupe de la Ligue | Compétition(s) continentale(s) | Compétition(s) continentale(s) | Compétition(s) continentale(s) | Total | Total |
| Saison                | Club                     | Division              | M.          | B.          | M.              | B.              | M.                | B.                | Comp.                          | M.                             | B.                             | M.    | B.    |
| 2003-2004             | FC Lorient               | Ligue 2               | 5           | 1           | 0               | 0               | -                 | -                 | -                              | -                              | -                              | 5     | 1     |
| 2004-2005             | FC Lorient               | Ligue 2               | 27          | 1           | 0               | 0               | -                 | -                 | -                              | -                              | -                              | 27    | 1     |
| Sous-total            | Sous-total               | Sous-total            | 32          | 2           | 0               | 0               | -                 | -                 | -                              | -                              | -                              | 32    | 2     |
| 2005-2006             | Entente SSG              | National              | 31          | 2           | 2               | 0               | -                 | -                 | -                              | -                              | -                              | 33    | 2     |
| Sous-total            | Sous-total               | Sous-total            | 31          | 2           | 2               | 0               | -                 | -                 | -                              | -                              | -                              | 33    | 2     |
| 2006-2007             | FC Libourne Saint-Seurin | National              | 31          | 6           | 5               | 0               | 3                 | 0                 | -                              | -                              | -                              | 39    | 6     |
| Sous-total            | Sous-total               | Sous-total            | 31          | 6           | 5               | 0               | 3                 | 0                 | -                              | -                              | -                              | 39    | 6     |
| 2007-2008             | Olympique de Marseille   | Ligue 1               | 3           | 0           | 0               | 0               | 0                 | 0                 | C1                             | 1                              | 0                              | 4     | 0     |
| 2007-2008             | ES Troyes AC (prêt)      | Ligue 2               | 17          | 0           | 1               | 0               | 0                 | 0                 | -                              | -                              | -                              | 18    | 0     |
| Sous-total            | Sous-total               | Sous-total            | 20          | 0           | 1               | 0               | 0                 | 0                 | -                              | 1                              | 0                              | 22    | 0     |
| 2008-2009             | Stade de Reims           | Ligue 2               | 29          | 4           | 2               | 1               | 1                 | 0                 | -                              | -                              | -                              | 32    | 5     |
| 2009-2010             | Stade de Reims           | National              | 25          | 7           | 1               | 0               | 1                 | 0                 | -                              | -                              | -                              | 27    | 7     |
| 2010-2011             | Stade de Reims           | Ligue 2               | 15          | 3           | 1               | 0               | 2                 | 0                 | -                              | -                              | -                              | 18    | 3     |
| Sous-total            | Sous-total               | Sous-total            | 69          | 14          | 4               | 1               | 4                 | 0                 | -                              | -                              | -                              | 77    | 15    |
| 2011-2012             | CS Sedan-Ardennes        | Ligue 2               | 17          | 0           | 2               | 0               | 2                 | 1                 | -                              | -                              | -                              | 21    | 1     |
| Sous-total            | Sous-total               | Sous-total            | 17          | 0           | 2               | 0               | 2                 | 1                 | -                              | -                              | -                              | 21    | 1     |
| 2012-2013             | Nîmes Olympique          | Ligue 2               | 33          | 17          | 3               | 2               | 1                 | 0                 | -                              | -                              | -                              | 37    | 19    |
| 2013-2014             | Nîmes Olympique          | Ligue 2               | 29          | 9           | 0               | 0               | 1                 | 0                 | -                              | -                              | -                              | 30    | 9     |
| Sous-total            | Sous-total               | Sous-total            | 62          | 26          | 3               | 2               | 2                 | 0                 | -                              | -                              | -                              | 67    | 28    |
| 2014-2015             | AJ Auxerre               | Ligue 2               | 15          | 8           | 5               | 1               | 0                 | 0                 | -                              | -                              | -                              | 20    | 9     |
| 2015-2016             | AJ Auxerre               | Ligue 2               | 11          | 1           | 0               | 0               | 0                 | 0                 | -                              | -                              | -                              | 11    | 1     |
| Sous-total            | Sous-total               | Sous-total            | 26          | 9           | 5               | 1               | 0                 | 0                 | -                              | -                              | -                              | 31    | 10    |
| 2016-2017             | RC Strasbourg            | Ligue 2               | 24          | 1           | 4               | 2               | 1                 | 0                 | -                              | -                              | -                              | 29    | 3     |
| Total sur la carrière | Total sur la carrière    | Total sur la carrière | 312         | 60          | 26              | 6               | 12                | 1                 | -                              | 1                              | 0                              | 351   | 67    |